# Ernst-Heinz Lemper
Ernst-Heinz Lemper (* 6. Oktober 1924 in Köln; † 3. Mai 2007 in Görlitz) war ein deutscher Kunsthistoriker, Museumsleiter und Denkmalschützer. Er war lange Zeit Direktor der Städtischen Kunstsammlungen Görlitz, des heutigen Kulturhistorischen Museums Görlitz.

## Leben
Lemper studierte von 1946 bis 1949 Kunstgeschichte in Leipzig und von 1949 bis 1951 bis zum Vordiplom-Examen Architektur an der Technischen Hochschule Dresden. 1950 erfolgte an der Karl-Marx-Universität Leipzig die Promotion und 1963 die Habilitation im Fach Kunstgeschichte.
Ende 1951 kam er als Direktor der Städtischen Kunstsammlungen nach Görlitz, was er bis zu seiner Pensionierung blieb. Neben der Arbeit in den Kunstsammlungen war Lemper bis zum Jahr 1981 auch für einen Großteil der Denkmalpflege in Görlitz zuständig.
1954 heiratete er Hermine Freiin von Canitz und Dallwitz, die damals im Kreissekretariat Görlitz des Kulturbundes arbeitete und bis 1955 Sekretärin des Klubs der Intelligenz in Görlitz war.
Von 1990 bis 1999 war er Präsident der wiedergegründeten Oberlausitzischen Gesellschaft der Wissenschaften, nach 1999 war er Ehrenpräsident dieser Gesellschaft. Im Jahr 1989 wurde ihm die Ehrenbürgerschaft von Görlitz verliehen.
Lemper verfasste zahlreiche Bücher und Aufsätze über Kunst, Architektur und Kultur in Görlitz und der Oberlausitz.

## Politik
1949 wurde Lemper Mitglied der Ost-CDU. Von 1958 bis 1963 war er für die CDU Abgeordneter des Bezirkstages Dresden und Mitglied der Ständigen Kommission für kulturelle Massenarbeit sowie anschließend zwischen 1963 und 1967 Mitglied der Volkskammer der DDR und dort Mitglied des Ausschusses für Kultur.

## Darstellung Lempers in der bildenden Kunst
- Karl-Heinz Völker: Porträt des Museumsdirektors Prof. Dr. Lemper (1983, Öl, 55,0 × 66,0 cm; Kulturhistorisches Museum Görlitz)[2]

## Ehrungen
- Ehrennadel der Nationalen Front
- Otto-Nuschke-Ehrenzeichen
- Ehrennadel der Karl-Marx-Universität Leipzig